# مانويل نيرا
مانويل أليخاندرو نيرا دياز (بالإسبانية: Manuel Neira) مواليد 12 أكتوبر 1977 في سانتياغو، هو لاعب كرة قدم تشيلي سابق كان يلعب كمهاجم. سبق له أن لعب في كأس العالم لكرة القدم مع منتخب بلاده. لعب خلال مسيرته 342 مباراة سجل خلالها 152 هدفاً.
لعب لصالح العديد من الأندية بما في ذلك نادي كولو كولو التشيلي ونادي لاس بالماس الإسباني ونادي راسينغ الأرجنتيني ونادي يونيون إسبانيولا التشيلي وسجل هدفين في 13 مباراة دولية، وكان في تشكيلة منتخب تشيلي في تشفيات كأس العالم عام 1998 وبطولة كوبا أمريكا 2001.

## البدايات
بدأ نيرا حياته المهنية مع نادي كولو كولو في دوري الدرجة الأولى التشيلية قبل أن ينتقل إلى نادي ساو باولو البرازيلي في عام 1994 بعد أداء ملحوظ في بطولة كأس العالم تحت 17 سنة عام 1993. في الموسم التالي عاد إلى نادي كولو كولو، وفي عام 1996 أُعيرَ إلى نادي إيفرتون دي فينا ديل مار.
من عام 1997 إلى عام 1998 كان يلعب في صفوف نادي كولو كولو الذي فاز بلقب دوري الدرجة الأولى التشيلية مرتين متتاليتين، 1997 و1998. في ديسمبر 1998 كولو كولو باع نيرا إلى النادي الاسباني لاس بالماس. إلا أنه أعير إلى كولو كولو لمدة موسم واحد. ثم انتقل إلى الأرجنتين ليلعب في صفوف نادي راسينغ لموسم 2000-2001. حيث سجل هدفين في 9 مباريات. خلال صيف عام 2001، انتقل إلى يونيون إسبانيولا وقدم أداءً ملحوظاً إذ سجل 11 هدفاً في 17 مباراة، وفي يونيو 2001، وقع عقدا مع نادي أمريكا دي كالي.

## المشاركة الدولية
على المستوى الدولي كان أول ظهور له مع المنتخب الوطني التشيلي في بطولة كأس العالم تحت 17 سنة عام 1993 في اليابان. وفي هذه البطولة كان واحداً من أفضل الهدافين في مع بيتر أنوسايك ونوانكو كانو بخمسة أهداف.
وشارك مع منتخب تشيلي الوطني تحت 20 سنة، ولعب في بطولة أمريكا الجنوبية للشباب في عام 1995 و1997.
كما أنه تم اختياره ليكون ضمن تشكيلة منتخب تشيلي الوطني للمشاركة في بطولة كأس العالم لعام 1998، لكنه لم يلعب.

## المسيرة الاحترافية

### أندية لعب لها
- كولو-كولو
- إيفرتون دي فينا ديل مار
- نادي لاس بالماس
- نادي راسينغ
- يونيون إسبانيولا
- أمريكا دي كالي
- نادي تشياباس
- نادي هبوعيل تل أبيب

## الأهداف الدولية
المصدر
| ت  | التاريخ        | المكان                                          | الخصم     | الأهداف التي سجلها | النتيجة | المنافسة               |
| -- | -------------- | ----------------------------------------------- | --------- | ------------------ | ------- | ---------------------- |
| 1. | 31 يناير 1998  | ملعب هونغ كونغ في وان تشاي، هونغ كونغ           | إيران     | 1-0                | 1-1     | كأس لونار نيو يير 1998 |
| 2. | 17 فبراير 1999 | ملعب ماتيو فلوريس في مدينة غواتيمالا، غواتيمالا | غواتيمالا | 1-0                | 1-1     | مباراة ودية            |

## الانجازات
نادي كولو كولو
- دوري الدرجة الأولى التشيلية: 3

نادي يونيون إسبانيولا
- دوري الدرجة الأولى التشيلية: 1

## روابط خارجية
- مانويل نيرا على موقع قاعدة بيانات كرة القدم.إي يو (الإنجليزية)
- مانويل نيرا على موقع ناشيونال فوتبول تيمز (الإنجليزية)
- مانويل نيرا على موقع Soccerway.com (الإنجليزية)
- مانويل نيرا على موقع عالم كرة القدم.نت (الإنجليزية)